# Platja de Santa María del Mar (Castrillón)

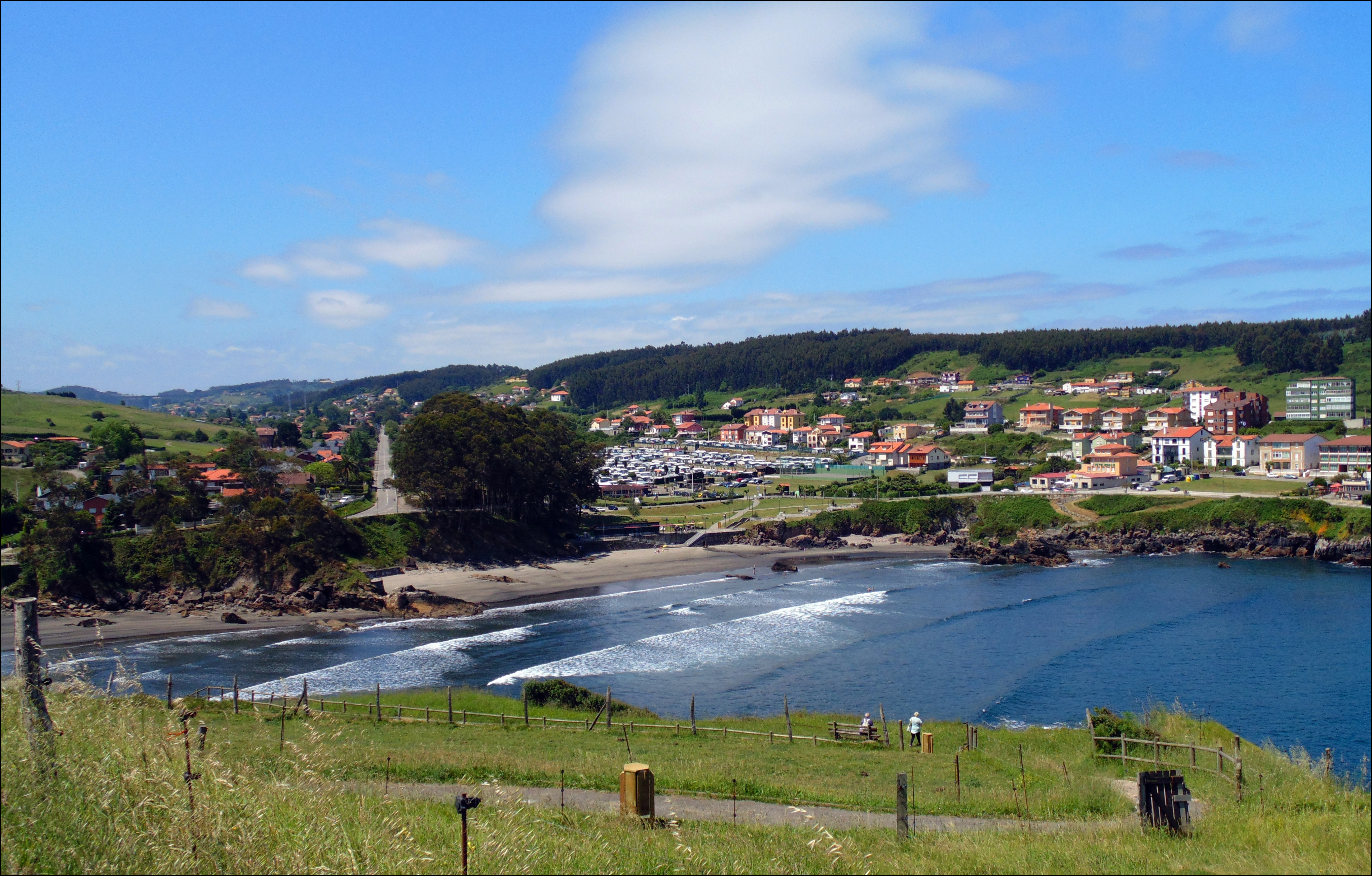
Imatge de la platja de la ciutat.

La platja de Santa María del Mar es troba en la localitat de Santa María del Mar i en el concejo de Castrillón, en (Astúries). Forma una extensa ancorada amb el Riu La Ferrería i en les seves proximitats es troba l'Illa de la Ladrona.

## Característiques
Aquesta platja té una longitud de 350 m i una amplària mitjana de 155 m, de fina sorra torrada ofereix al visitant un paratge on descansar observant l'àrea natural protegida dels seus voltants. A més podrà gaudir de la gastronomia local en els nombrosos restaurants, prendre's una copa o simplement fer una graella al berenador. Durant les pleamares la platja es divideix en dues i per arribar a ella cal localitzar el poble de Piedras Blancas i travessar-ho en direcció nord i seguir sense prendre cap desviació.
La platja occidental sol ser la més visitada, ja que en l'oriental desemboca el riu Ferrera

## Illa de la Ladrona
Enclavament natural destacat, en el qual es refugien diverses espècies d'aus marines, entre les quals destaca el falcó pelegrí. També alberga diversa flora, com per exemple la berza marina que està catalogada com a espècie vulnerable.
Als moments de baixamar, aquesta illa és accessible des de terra a través del conegut com a Pas de la Lladre, i antany era utilitzada com a zona de pastures pels habitants locals.

## Serveis
Aquest arenal posseeix diversos serveis a la disposició del visitant, entre els quals poden citar-se condícies, dutxes, servei de neteja i servei de salvament i vigilància durant la temporada d'estiu. A més compta amb dos càmpings en els quals estiuejar a un preu molt assequible, un aparcament de 100 places i es pot accedir fàcilment des de Pedres Blanques per carretera o a peu.